# 安东尼奥·塔尔塔利亚
安东尼奥·塔尔塔利亚（義大利語：Antonio Tartaglia，1968年1月13日—），意大利男子雪车运动员。他曾代表意大利参加1992年、1994年、1998年和2002年冬季奥林匹克运动会雪车比赛，其中1998年冬季奥运会获得一枚金牌。